# Sledgehammer (piosenka)
Sledgehammer – piosenka brytyjskiego muzyka Petera Gabriela, która wydana została na singlu, a także na albumie studyjnym So (1986).
Jest to jedyny singiel Gabriela (stan na 2015 r.), który osiągnął pozycję #1 na amerykańskiej liście Hot 100 (26 lipca 1986). Singiel dotarł także na szczyt kanadyjskiego zestawienia RPM.